# Игор Бечић
Игор Бечић (Равно Село, Врбас, 5. јун 1971) је српски политичар. Био је посланик у Народној скупштини од 1997. године, као члан Српске радикалне странке, али је прешао у Српску напредну странку након оснивања 2008.

## Биографија
Бечић је рођен у Равном Селу у општини Врбас. Био је војник у Југословенској народној армији од 1990. до 1992. Игор је такође радио у Србијагасу. Бечић има димплому у економију из Европског универзитета Новог Сада и магистрирао индустријски менаџмент на Универзитету Унион.